# Затрник
Затрник (словен. Zatrnik) је насељено место у општини Горје, Горењска регија, Словенија.

## Историја
До територијалне реорганизације у Словенији била је у саставу старе општине Радовљица. Затрник као самостално насеље постоји од 2020. године. Настала је издвајањем дела из насеља Крница.

## Становништво
1. јануара 2021. године, Затрник је имао 44 становника.
| Број становника према пописима |
| ------------------------------ |
| 2021                           |
| 44                             |

Напомена: До 1952. самостално насеље, затим укинуто и припојено насељу Крница. Године 2020. издвојена из насеља Крница и поново проглашена за самостално насеље.